# Nicola Piovani
« Piovani » redirige ici. Pour les autres significations, voir Piovani (homonymie).
Nicola Piovani, né le 26 mai 1946 à Rome, est un pianiste, compositeur et chef d'orchestre italien.

## Biographie
Nicola Piovani a composé de nombreuses musiques de film, ainsi que la partition de la comédie musicale Concha Bonita (2002), dont le livret est d'Alfredo Arias et René de Ceccatty. Il fut entre autres le dernier compositeur attitré de Federico Fellini.
Il a également composé les bandes originales de films de Mario Monicelli, Michelangelo Antonioni, des frères Taviani, de Nanni Moretti, Philippe Lioret et du film La vie est belle (de Roberto Benigni), œuvre pour laquelle il est récompensé, en 1999, d'un Oscar de la meilleure musique de film dans la catégorie « Meilleure partition originale pour un film dramatique ». Toujours pour La Vie est belle, il reçoit cette même année (1999) une nomination lors de la 42e cérémonie des Grammy Awards dans la catégorie « meilleure composition de film ».
Piovani a également composé le premier opéra Amorosa presenza basé sur un livret d'Aisha Cerami et Nicola Piovani inspiré du roman de Vincenzo Cerami, qui est créé en janvier 2022 au Teatro Verdi de Trieste.

## Filmographie
- 1970 : La ragazza di latta de Marcello Aliprandi
- 1972 : Au nom du père (Nel nome del padre) de Marco Bellocchio
- 1973 : La Vie en jeu (La vita in gioco) de Gianfranco Mingozzi
- 1973 : Viol en première page (Sbatti il mostro in prima pagina) de Marco Bellocchio
- 1974 : Flavia la défroquée (Flavia, la monaca musulmana) de Gianfranco Mingozzi
- 1974 : L'Invention de Morel (L'invenzione di Morel) d'Emidio Greco
- 1974 : Le Parfum de la dame en noir (Il profumo della signora in nero) de Francesco Barilli
- 1974 : Vermisat de Mario Brenta
- 1974 : Le orme de Luigi Bazzoni
- 1976 : Fous à délier (Matti da slegare) de Marco Bellocchio
- 1977 : La Mouette (TV) (1977) de Marco Bellocchio
- 1979 : La Marche triomphale (Marcia trionfale) de Marco Bellocchio
- 1979 : Vacanze in Val Trebbia de Marco Bellocchio
- 1980 : Le Saut dans le vide (Salto nel vuoto) de Marco Bellocchio
- 1982 : La Nuit de San Lorenzo (La notte di San Lorenzo) des frères Taviani
- 1983 : La Trace de Bernard Favre
- 1984 : Desiderio d'Anna Maria Tatò
- 1984 : Kaos des frères Taviani
- 1984 : Les Yeux, la Bouche de Marco Bellocchio
- 1985 : Segreti segreti de Giuseppe Bertolucci
- 1985 : Ginger et Fred de Federico Fellini
- 1985 : Le Maître de la camorra de Giuseppe Tornatore
- 1986 : La messe est finie de Nanni Moretti
- 1986 : Pourvu que ce soit une fille de Mario Monicelli
- 1987 : Good Morning Babilonia des frères Taviani
- 1987 : Intervista de Federico Fellini
- 1987 : Les Exploits d'un jeune Don Juan de Gianfranco Mingozzi
- 1988 : Domani, domani de Daniele Luchetti
- 1988 : Drôle d'endroit pour une rencontre de François Dupeyron
- 1988 : La Soule de Michel Sibra
- 1988 : Pour une nuit d'amour (Manifesto) de Dušan Makavejev
- 1988 : Un train pour Petrograd (Il treno di Lenin) de Damiano Damiani
- 1989 : Dodici registi per dodici città de Michelangelo Antonioni, segment « Roma »
- 1989 : Australia de Jean-Jacques Andrien
- 1989 : La moglie ingenua e il marito malato, téléfilm de Mario Monicelli
- 1989 : La cintura de Giuliana Gamba
- 1989 : Palombella rossa de Nanni Moretti
- 1990 : Au nom du peuple souverain de Luigi Magni
- 1990 : La voce della luna de Federico Fellini
- 1990 : Le Soleil même la nuit des frères Taviani
- 1991 : Hors la vie de Maroun Bagdadi
- 1992 : Fiorile des frères Taviani
- 1992 : Jambon, Jambon de Bigas Luna
- 1993 : Amok de Joël Farges
- 1993 : On n'en parle pas (De eso no se habla) de María Luisa Bemberg
- 1993 : Journal intime de Nanni Moretti
- 1993 : Les Amies de cœur de Michele Placido
- 1993 : Per amore, solo per amore de Giovanni Veronesi
- 1994 : Macho de Bigas Luna
- 1995 : La Lune et le Téton de Bigas Luna
- 1995 : Romance sur le lac de John Irvin
- 1996 : La mia generazione de Wilma Labate
- 1997 : La vie est belle de Roberto Benigni
- 1997 : Santo Stefano de Angelo Pasquini
- 1999 : No Trains No Planes de Jos Stelling
- 2000 : La carbonara de Luigi Magni
- 2001 : Crinière au vent, une âme indomptable de Sergueï Bodrov
- 2001 : La Chambre du fils de Nanni Moretti
- 2001 : Résurrection des frères Taviani
- 2002 : Nowhere de Luis Sepúlveda
- 2003 : Pinocchio de Roberto Benigni
- 2004 : L'Équipier de Philippe Lioret
- 2005 : Le Tigre et la Neige de Roberto Benigni
- 2005 : Matilde de Luca Manfredi
- 2006 : Fauteuils d'orchestre de Danièle Thompson
- 2006 : Je vais bien, ne t'en fais pas de Philippe Lioret
- 2007 : Odette Toulemonde de Éric-Emmanuel Schmitt
- 2009 : Welcome de Philippe Lioret
- 2009 : Le code a changé de Danièle Thompson
- 2011 : La Conquête de Xavier Durringer
- 2012 : Comme un chef de Daniel Cohen
- 2012 : La Cerise sur le gâteau de Laura Morante
- 2014 :  Hungry Hearts de Saverio Costanzo
- 2015 : L'amour ne pardonne pas (L'amore non perdona) de Stefano Consiglio (it)
- 2016 : Assolo de Laura Morante
- 2016 : L'Indomptée de Caroline Deruas
- 2019 : Le Traître de Marco Bellocchio
- 2021 : Les Amours d'Anaïs de Charline Bourgeois-Tacquet
- 2022 : Leonora addio de Paolo Taviani
- 2022 : Interdit aux chiens et aux Italiens d'Alain Ughetto

## Distinctions
- Rubans d'argent 1991 : meilleure musique de film pour La voce della luna, Au nom du peuple souverain, Il male oscuro, Le Soleil même la nuit
- Oscars 1999 : meilleure musique de film pour La vie est belle
- Rubans d'argent 2003 : meilleure musique de film pour Pinocchio
- Rubans d'argent 2015 : meilleure musique de film pour Hungry Hearts
- Rubans d'argent 2019 : meilleure musique de film pour Le Traître
- David di Donatello 2022 : Meilleur musicien pour I fratelli De Filippo